# Rhodes (hangszer)

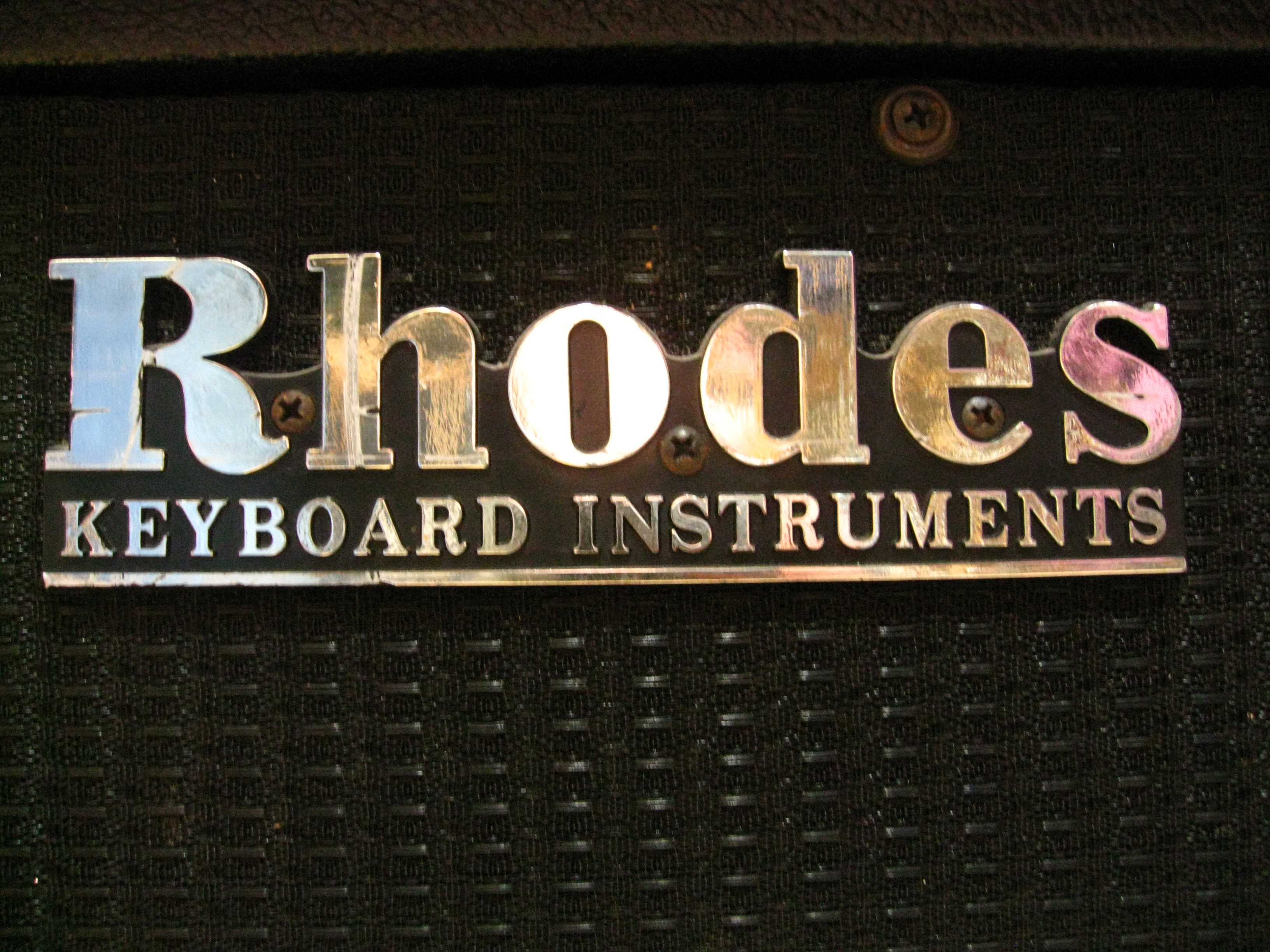
Rhodes-logó

A Rhodes egy széles körben elterjedt és sok zenei stílusban, jellemzően a funky és a 60-as évek rockzenéjében használt jellegzetes hangszínű elektromos zongora, melynek fejlesztése Harold Rhodes nevéhez fűződik.

## A Rhodes kifejlesztésének háttere (1942–1946)
A második világháború ideje alatt a katonai légierő repülési oktató tanfolyamán vett részt, itt barátait tanította zongorázni. Egy sebészt a támaszponton lenyűgözte Harold tehetsége és megkérte, hogy segítsen a sebesült katonák felépülésében gyors, egyszerű és szórakoztató tanítási módszerével. Mivel nem létezett olyan kis zongora, melyen az ágyban fekvő sérült katonák játszhattak volna, ezért úgy döntött, felesleges repülőgépalkatrészekből állít össze egyet. Ez volt a Xylette, vagy más néven az Army Air Corps Piano, egy ölben játszható 2 és fél oktávos elektromos zongora, melyben a hangok megszólalásáért B-17-es bombázórepülőkhöz tartozó alumíniumcsövek feleltek. A katonák zenei képzése, valamint maga, a kifejlesztett hangszer olyan sikeres volt, hogy a hadügyminisztérium megkérte, készítsen a Xylette-hez tervrajzokat és használati utasítást, hogy megkezdhessék a gyártást. 1942 és 1945 között, mintegy 125 ezer darabot készítettek. Végtére is több, mint negyed millió katona tanult meg játszani a billentyűs hangszeren és megkapta a hadügyminisztérium legmagasabb rangú civileknek járó elismerését, a Commemoration of Exceptional Civilian Service-t, vagyis Kivételes Civil Szolgálat-ért járó kitüntetést, melyet "egy zenei terápiás program kitartó kidolgozásáért" kapott. Az 1950-es évek végén társult Leo Fender-rel és megkezdődött a nagyobb modellek fejlesztése…

## Modellek

### Korai típusok (1946–1965)

#### RhodesPre-Piano(1946–1960)
Ez a típus szintén oktatási céllal készült és az 1946-os NAMN találkozón mutatkozott be. Ez volt az első elektromos zongora. 6"-os, 3.5 ohmos hangszóróval és piezo hangszedővel szerelték. Kis székkel volt egybeszerelve, így egy egyszemélyes iskolapadra hasonlít. Maga a zongorarész kívülről hasonlít a későbbi Piano Bass-re, azonban míg a Pre-Piano a középső hangmagasságtartományt fedi le és 38 billentyűvel rendelkezik, addig a Piano Bass alsó hangja az általános basszusgitárhúrozásnak megfelelően a mély "E" hangnak felel meg és 32 billentyű található rajta.

#### Fender RhodesPiano-Bass(1960–1965)
Egy évtizeddel később az immáron Fender & Rhodes vállalat jelentette meg a Piano Bass-t, melyet már a The Doors billentyűse, Ray Manzarek is használt. A fejlesztés során X38 néven is hívták. Egy kézzel-készült prototípusát mutatták be 1960-ban Las Vegas-ban. Egy újságban megjelenő fotó kedvéért egy zengető pedállal is ellátták, ami ekkor még nem működött. Négy fémlábon állt, egyesek ezek nélkül, más billentyűs hangszerük tetején helyezték el. Később nagy népszerűségnek örvendett a hangszer és több színben is elkezdték gyártani.

#### Celeste, Piano 61 és Piano 73 (1963–1965)
1963-1964-ben megjelent a Celeste, mely lényegében a Piano Bass magasabb hangfekvésű, 3- és 4 oktávos változata volt. Ugyanekkor jelent meg a későbbi, 1965-ös, csaknem teljes zongora-billentyűzetű modell elődjének tekinthető Piano 61 és Piano 73.

### Silver-Topmodellek (1965–1969)
1965-ben a Fender Rhodes Electric Piano többféle változatban volt elérhető, legkedveltebb a 73 billentyűs volt, melybe egy 50 W-os mono erősítőt (4 x 12"-os hangszórók), treble/bass ekvalizert, továbbá tremolo effektet építettek be. Az ekkor gyártott modellekben csepp alakú, filc-bevonatos fakalapácsok voltak, a hangok megszólalásáért Raymac "tine"-ok (a tine, a Rhdoes modellekben található különleges fémdarab, melynek rezgése adja a hangot, például az akusztikus zongorában ennek megfelelője a húr) feleltek. Ez a kombináció eredményezte a nyers, csengettyű-szerű hangzást, mely az úttörő Miles Davis albumokon, a Bitches Brew-on és az In a Silent Way-en is megjelent. Az összes ekkori modell csillogó ezüstös borítást kapott, erről kapták nevüket.

A cég folytatta a Fender Rhodes Piano Bass és Fender Rhodes Celeste gyártását. Ezek hordozható, kis modellek, ezért azonban külső erősítőre van szükségük. A Piano Bass gyakorlatilag a 73 billentyűs Electric Piano alsó 32 hangját fedezte, míg a Celeste a középső 3 oktávot.

### Fender RhodesMark I(1969–1975)
Az 1970-es évek kezdetével felgyorsult a fejlesztés. A korábbi, beépített erősítős Electric Piano-t 1969-ben átnevezték Fender Rhodes Suitcase Piano-ra és 80 W-os sztereó erősítővel szerelték. 1970-ben megjelent a Fender Rhodes Mark I Stage Piano, mely megegyezett a Suitcase Piano-val, azzal a különbséggel, hogy beépített erősítő helyett állványt kapott, tehát megszólaltatásához külső erősítőre van szükség. A leszerelhető állványlábakat egy Fender "pedal steel guitar"-tól kölcsönözték, a zengető pedált és annak nyomórúdját pedig egy Rogers cintányér állványától. A kezelőfelületet a Suitcase esetében leegyszerűsítették egy hangerőszabályzóra és egy basszus ekvalizerre.

1970-ben lecserélték a fakalapácsokat fa és műanyag összetételű kalapácsokra, 1971-ben pedig a kalapácsok végén levő filc-et cserélték le tartósabb, neoprén anyagra.

Újratervezték továbbá és lecserélték a hangképző testeket, csökkentve a zongora teljes súlyát és jobbá téve a hangminőséget, miközben megtartották a Rhodes-okra jellemző csengettyűszerű hangzást. A korábbi Raymac "tine"-okat százszor tartósabbá tették egy "centerless grinding" nevű eljárással.

A legnagyobb eredményt 1972-ben mutatták fel, amikor elkészítették a 88 billentyűs (egy akusztikus zongora is ennyi billentyűvel bír) modellt. A mérnökök ugyanis végre megtalálták a módját, hogy a szélsőségesebb (legmagasabb, -alacsonyabb) hangtartományokban is el tudják érni ugyanazt a hangzást.

Bár 1969-ben abbahagyták a Celeste gyártását, továbbra is készítettek Piano Bass-t. Ennek működését és külső megjelenését a Suitcase és Stage modellek fejlődésének megfelelően alakították.

### RhodesMark I(1975–1979)
1975-ben, a CBS Musical Instruments elhatározta, hogy megválik a Fender névtől és megalakítja az önálló Rhodes vállalatot. Folytatták a Suitcase és Stage modellek gyártását 73 és 88 billentyűs kivitelben. Kisebb változáson ment keresztül a belső szerkezet: a kalapácsok immáron teljes egészükben műanyagok voltak, kivéve a megőrzött, cserélhető neoprén véget, a hangképző testeket pedig tovább alakították, így ezek 4-szer erősebbekké váltak. Így kissé lágyabbá vált a hang, kevésbé volt csengettyű-szerű, ez a hangzás jelenik meg az 1970-es évek végi zenében. Az sztereó erősítő 2 x 50 W-ossá , vált és 1/4"-os ki-, bemenetek jelentek meg, melyek arra szolgáltak, hogy a kimenő jelet egy keverőkonzolon átfuttatva szükségtelen legyen egy élő előadás során mikrofonozni a beépített erősítőt.

A kezelőfelületen az ekvalizer korábbi tekerőszabályozóit csúszószabályzók váltották fel, két önálló tekerő jelent meg a vibrato effekt sebességének és intenzitásának szabályozására, valamint egy 1/4"-os jack dugópár volt található egy külső effekt számára.

Bár a Piano Bass még mindig elérhető volt a vásárlók számára, közel sem vettek annyit, mint a másik két modellből.

### RhodesMark II(1979–1980)
Az új évtized közeledtével, a Rhodes-ok népszerűsége mellett a CBS egy kis arculatváltás mellett döntött. A Suitcase Piano egy fényes fekete borítást kapott, egy eltávolítható rack-kel szerelték fel, valamint a tetején egy sima felületet alakítottak ki, egy kiegészítő billentyűzet számára. Ezektől a külső változásoktól eltekintve az 1979-es Mark II modell megegyezett a Mark I-gyel. Elkészítették továbbá a Mark II Stage Piano-t, ami szintén megegyezett a legutóbbi Stage típussal, a Mark II Suitcase külsőségeivel. A Suitcase és Stage modellek egyaránt elérhetőek voltak 73- és 88 billentyűs változatban, de egyes zenészek számára így sem voltak kellőképp hordozhatóak, így 1980-ban a Stage Piano-ból készítettek 54 billentyűs változatot is, mely leginkább azon zenészek körében vált népszerűvé, akik Rhodes-ot csak kiegészítő hangszerként, akkordokhoz, kisebb dallamokhoz használtak.

Ugyanebben az évben az eddigi fa billentyűket tartósabbnak tűnő műanyagra cserélték, ennek következtében a billentés hasonlóbbá vált egy digitális zongoráéhoz. Harold Rhodes számára csalódást okozott ez a változtatás (nem az ő ötlete volt), véleménye szerint ez rontotta a "zongora" minőségét.

### RhodesMark III EK-10(1980–1983)
Egy új modellt készítettek szintén 1980-ban. Ez tulajdonképpen egy beépített szintetizátor egységgel ellátott 73 billentyűs Stage modell volt. A szintetizátor segítségével jövőbeli hangzást lehetett elérni oly módon, hogy a szintetizátor megváltoztatta a Rhodes hangszínt. A kezelőfelületen a hangerő- és hangszínszabályzón (ekvalizeren) kívül megjelent egy szűrő, továbbá a szintetizátor kezeléséhez szükséges szabályzók.

Ez a modell nem igazán volt keresett Amerikában, ezzel szemben a CBS Japánban nagyobb érdeklődésre talált. Az amerikai mérnökök azonban nem számoltak azzal, hogy az EK-10 elektronikája összhangban volt a PAL televíziós kódolásrendszerrel, minek következtében állítólag néhány felhasználó televíziója felrobbant. Ennek következtében Japánban hanyatlásnak indult a modell népszerűsége és rövidesen a behozott Rhodes-ok nagy része a Tokiói Öböl partján hevertek. A veszélyt cáfolandó, a norvég Jon Furulund nyugtatta az embereket – mivel Norvégiában szintén a PAL rendszer elterjedt –, hogy ő közvetlenül a televíziója mellé állította EK-10-es modelljét és még mindig él.

### RhodesMark 7(2007–)
A 2007-es NAMM Show-n hosszú szünet után bemutatták a Mark 7 modellt.